# Моффатт, Эмма
Эмма Моффатт (англ. Emma Moffatt) — австралийская триатлонистка. Бронзовый призер Олимпийских игр в Пекине и двукратная чемпионка мира.

## Биография
Моффатт родом из Нового Южного Уэльса на восточном побережье Австралии. Её родители и близкие родственники также занимались триатлоном, одна из сестёр выиграла Ironman.
Эмма Моффатт заявила о себе на международном уровне в 2008 году, завоевав бронзовую медаль на летних Олимпийских играх в Пекине. В последующие два года она стала чемпионкой мира в 2009 году, опередив шведку Лизу Норден, а затем повторила успех в 2010 году.
В течение трёх сезонов она была членом клуба «Шарлевиль-Триатлон-Арденны» из Франции. Однако вскоре после переезда она сломала плечо после падения с велосипеда . Однако в сентябре 2010 года она приняла участие в триатлоне Ла-Боль и заняла второе место в этой гонке. Первую победу своему клубу она принесла в женском дивизионе на Парижском триатлоне в 2011 году. На Олимпийских играх в Лондоне упала с велосипеда и не смогла закончить соревнования.
Спустя три года после переезда во Францию она возвращается в Австралию в Голд-Кост . В 2014 году она выиграла марафон Ironman 70,3.
В 2016 году в возрасте 31 года она выиграла чемпионат Океании и получила право участвовать на Олимпийских играх в Рио-де-Жанейро. В Бразилии она стала шестой. В конце сезона во время Гранд-финала Мировой серии на Косумеле она объявила о завершении карьеры.